# MAT Macedonian Airlines

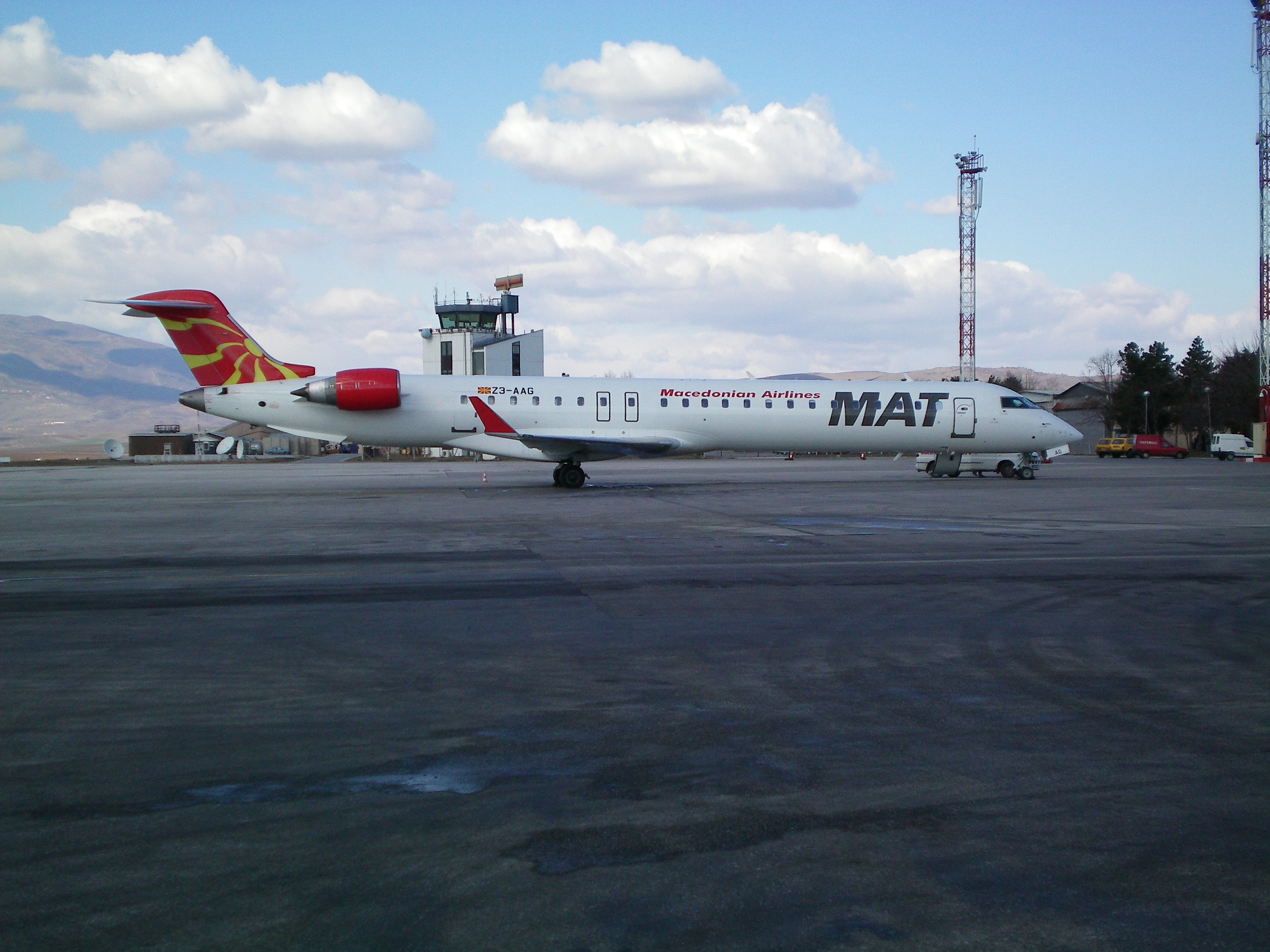
Bombardier CRJ-900

MAT Macedonian Airlines – dawne macedońskie linie lotnicze. W 2007 obecnie obsługiwały 11 miast (głównie w Europie), wykonując dziennie około 10-15 lotów.
1 sierpnia 2009 Macedonian Airlines straciły Air Operators Certificate i zakończyły swoją działalność.

## Porty docelowe

### Azja
- Izrael
  - Tel Awiw-Jafa (Port lotniczy Ben Guriona)

### Europa
- Francja
  - Paryż (Port lotniczy Paryż-Roissy-Charles de Gaulle)
- Grecja
  - Ateny (Port lotniczy Ateny)
- Holandia
  - Amsterdam (Port lotniczy Amsterdam-Schiphol)
- Macedonia Północna
  - Skopje (Port lotniczy Skopje)
- Niemcy
  - Berlin (Port lotniczy Berlin-Tegel)
  - Düsseldorf (Port lotniczy Düsseldorf)
  - Frankfurt nad Menem (Port lotniczy Frankfurt)
  - Hamburg (Port lotniczy Hamburg)
- Szwajcaria
  - Zurych (Port lotniczy Zurych-Kloten)
- Turcja
  - Stambuł (Port lotniczy Stambuł-Atatürk)
- Włochy
  - Rzym (Port lotniczy Rzym-Fiumicino)

## Flota
Flota MAT liczyła 1 samolot.
Tabela przedstawia dane z sierpnia 2009 roku.